# BMI Film & TV Awards 1995
Die Verleihung der BMI Film & TV Awards 1995 war die zehnte ihrer Art. Bei der Verleihung werden immer Arbeiten des Vorjahres ausgezeichnet. In der Kategorie Most Performed Song from a Film werden die jeweiligen Songkomponisten ausgezeichnet, es kann hier also Abweichungen von den Soundtrackkomponisten geben.

## Preisträger

### BMI Film Music Award
- Bad Boys – Harte Jungs von Mark Mancina
- The Crow – Die Krähe von Graeme Revell
- Dumm und Dümmer von Todd Rundgren
- Flintstones – Die Familie Feuerstein von David Newman
- Forrest Gump von Alan Silvestri (Oscar-Nominierung als beste Filmmusik 1995)
- Der König der Löwen von Hans Zimmer (Oscar als beste Filmmusik 1995)
- Die kleinen Superstrolche von William Ross
- Betty und ihre Schwestern von Thomas Newman (Oscar-Nominierung als beste Filmmusik 1995)
- Die Maske von Randy Edelman
- The Santa Clause – Eine schöne Bescherung von Michael Convertino
- The Specialist von John Barry
- Speed von Mark Mancina
- Stargate von David Arnold

### Most Performed Song from a Film
- Der König der Löwen von Elton John und Tim Rice (für den Song Can You Feel the Love Tonight) (Oscar als bester Song 1995)
- Die drei Musketiere von Michael Kamen (für den Song All for Love)

### BMI TV Music Award
- 20/20 von Robert Israel
- Ellen von W. G. Snuffy Walden
- Emergency Room – Die Notaufnahme von Marty Davich
- Frasier von Bruce Miller und Darryl Phinnessee
- Full House von Jeff Franklin und Bennett Salvay
- Grace von Dennis C. Brown, John Lennon und Paul McCartney
- Verrückt nach dir von Paul Reiser und David Kitay
- Mord ist ihr Hobby von Bruce Babcock und Steve Dorff
- Murphy Brown von Steve Dorff
- New York Cops – NYPD Blue von Mike Post und Danny Lux
- Roseanne von W. G. Snuffy Walden